# Luis Plascencia
Luis Gilberto Plascencia Ascencio (4 de febrero de 1957 en Guadalajara, Jalisco, México) es un exfutbolista mexicano que jugó como centrocampista ofensivo durante su carrera.
Desarrollo la mayor parte de su carrera deportiva con U. de Guadalajara y se consolidó por muchos años.

## Biografía
Nació en Guadalajara, Jalisco el 4 de febrero de 1957, graduado en licenciatura de arquitectura en la Universidad de Guadalajara donde posteriormente se incorporó al fútbol profesional fue un excelente estudiante del plantel Conalep Tonalá.

## Trayectoria
Debutó como futbolista profesional cuando ingresó a las filas de las fuerzas básicas de U. de Guadalajara luego de culminar sus estudios, haría su presentación la temporada 1976-77  en la derrota frente al Club Deportivo Guadalajara encuentro de la jornada 2 partido disputado el domingo 19 de septiembre de 1976 jugando veinte minutos.
Luego de su debut poco a poco adquiría regularidad y más minutos en el campo jugando en la posición de Delantero o como extremo derecho en aquel torneo jugó ocho partidos siete de ellos iniciando como titular siendo en esa misma temporada su equipo logró el subcampeonato tras haber perdido la final frente al Club Universidad Nacional.
Anotó su primer gol en su carrera llegaría hasta la temporada 1977-78 en la victoria frente al Guadalajara marcando al minuto 54' del encuentro finalizando 3-2 a favorable para su equipo.
Para la temporada 1977-78 disputó 34 encuentros marcando 11 goles siendo el goleador del club por detrás de Eusebio en aquel torneo, fue miembro de una generación dorada de futbolistas de aquella cantera jugadores de la talla de Alfonso Sosa, Octavio Mora, Jorge Dávalos, Humberto Romero, Víctor Rodríguez entre otros.
Obtuvo su primer título oficial en la Federación Mexicana de Fútbol al acreditarse el Campeonato de los Nuevos Valores en 1978 al vencer al Cruz Azul bajo la dirección de Gustavo Peña siendo el primer título oficial ganado por la institución.
Permaneció con ellos hasta la 89-90 ya que fue transferido al Atlético Morelia finalizó con los leones disputando un total de 341 partidos marcando 94 goles 84 de liga por diez de copa, siendo goleador histórico hasta la fecha del club.
En su estadía en Morelia fue corta y además discreta ya que jugó solamente un partido siendo en la victoria frente al Deportivo Toluca por tres dos entrando de cambio al minuto jugando 44 minutos.
Para la siguiente temporada retornaría su club de identidad pero igual discreto en la liga pero jugó partidos de la Copa México donde su club ganó derrotando en la final al Club América y se retira del fútbol profesional en 1991.
Culminó su participación en la Primera División de México disputando un total de 343 partidos 300 como titular 207 fueron completos marcó 84 goles recibió seis tarjetas amrillas y nueve rojas totalizando 25,994 minutos en el campo de juego.

Luego de su retiro seguiría ligado al fútbol trabajando en las fuerzas básicas y dirigió al club en segunda división intentando resurgir al club de sus amores y regresarlo ala máxima categoría.

## Selección nacional
Sus actuaciones destacadas con la U. de Guadalajara llamaron la atención para que vistiera la playera tricolor fue internacional en sólo dos ocasiones con México jugando su primer encuentro el 6 de diciembre de 1983 en un amistoso frente a Canadá, partido celebrado en el Estadio Sergio León Chávez, el técnico encargado de debutarlo fue Bora Milutinovic  y fue convocado junto con su compañero de equipo el portero Víctor Manuel Aguado.

### Participaciones en Copas del Mundo
| Mundial                                | Sede            | Resultado  |
| -------------------------------------- | --------------- | ---------- |
| Copa Mundial de Fútbol Juvenil de 1977 | Unión Soviética | Subcampeón |

## Clubes
| Club              | País   | Año       | PJ  | Goles |
| ----------------- | ------ | --------- | --- | ----- |
| U. de Guadalajara | México | 1976-1989 | 346 | 93    |
| Atlético Morelia  | México | 1989-1990 | 1   | 0     |
| U. de Guadalajara | México | 1990-1991 | 3   | 1     |

## Palmarés

### Campeonatos nacionales
| Título      | Club              | País   | Año  |
| ----------- | ----------------- | ------ | ---- |
| Copa México | U. de Guadalajara | México | 1991 |

## Estadísticas

### Resumen estadístico
| Competencia                | Partidos | Goles |
| -------------------------- | -------- | ----- |
| Primera División de México | 342      | 84    |
| Copa México                | 11       | 10    |
| Partidos internacionales   | 2        | 0     |
| Total                      | 355      | 94    |